# Rinorea laevigata
Rinorea laevigata är en violväxtart som först beskrevs av Solander och Gingins, och fick sitt nu gällande namn av W.H.A. Hekking. Rinorea laevigata ingår i släktet Rinorea och familjen violväxter. Inga underarter finns listade i Catalogue of Life.